# Oxidación en semiconductores
La oxidación es uno de los procesos básicos en la fabricación de circuitos integrados.
Presenta la desventaja respecto a la deposición de que hay un consumo del sustrato. La ventaja es que el óxido así generado es de más calidad.
Otra característica de la oxidación (u oxidación térmica) es que sólo puede utilizarse al principio del proceso de fabricación cuando la oblea tiene aún el silicio al descubierto.
La forma más usada es la oxidación térmica. Para el caso del silicio (Si) la oxidación puede ser:

```
Si + 2H
2
O ————>  SiO
2
 + 2H
2
 

Si + O
2
   ————>  SiO
2
```

La primera es la oxidación húmeda y la segunda oxidación seca. La oxidación húmeda se realiza a través de vapor agua a una temperatura de 900 °C a 1000 °C. El crecimiento es más rápido pero presenta como desventajas mayores defectos y menor control sobre la oxidación. Se suele utilizar para la creación de Óxido de Campo (FOX). La oxidación seca se realiza con oxígeno puro a una temperatura de 1200 °C. Es un proceso más lento pero por el contrario produce menos defectos y ofrece un mayor control sobre el proceso. El óxido producido con la oxidación seca es de mayor calidad y se suele destinar para el óxido de puerta (THINOX).
Las capas de óxido pueden ser usadas como aislante (por ejemplo óxido de puerta de un MOS), para separar dos dispositivos entre sí (óxido de campo), como máscara en otros procesos (implantación, difusión...), para separar dos capas de materiales conductores, etc.